# Jean de Cambrai
Jean de Cambrai (... – Bourges, 1438) è stato uno scultore francese.
Attivo nella cattedrale di Cambrai dal 1375, eseguì nel 1416 il sepolcro di Jean de Berry.